# Mali Kal, Ivančna Gorica
Mali Kal este o localitate din comuna Ivančna Gorica, Slovenia, cu o populație de 11 locuitori.